# 中華民國地圖集
《中華民國地圖集》是中華民國國防研究院自民國48年開始出版的系列地圖，由張其昀主編，是《中華大典》的一部分。中華民國地圖集共有五冊，包括：
- 第一册：臺灣省
- 第二册：中亞大陸邊彊（西藏地方、新疆省、蒙古地方）
- 第三册：中國北部（遼寧省、安東省、遼北省、吉林省、松江省、合江省、黑龍江省、嫩江省、興安省、河北省、山東省、河南省、山西省、陝西省、甘肅省、青海省、寧夏省、綏遠省、察哈爾省、熱河省）
- 第四册：中國南部（江蘇省、浙江省、安徽省、江西省、湖北省、湖南省、四川省、福建省、廣東省、廣西省、雲南省、貴州省、西康省）
- 第五册：中華民國總圖

民國54年後，國防研究院開始出版《中華民國地圖集》的姊妹篇《世界地圖集》，共有四冊，包括：
- 第一册：東亞諸國
- 第二册：亞洲與俄國
- 第三册：非洲與歐洲
- 第四册：美洲與澳洲

## 有關釣魚臺列嶼的論述
中華民國地圖集初版並未收錄釣魚臺列嶼，相反在世界地圖集第一冊的「琉球群島圖」有劃入釣魚台諸島，並以日文名「尖閣諸島」標記。